# Orange klippehane
Den orange klippehane (latin: Rupicola rupicola) er en fugleart fra Sydamerika som tilhører familien kotingaer. 
Den har en længde på ca. 30 cm og en robust rundet krop med kraftige ben. Hannen er klart orangefarvet og har en meget karakteristisk halvmåneformet kam, der er prydet med en sort rand på hovedet. Kammen strækker sig frem over næbet og fremvises under paringsspillet for at tiltrække hunner. Hunnen er mere uanselig brungråagtigt farvet med en mindre kam som ikke er lige så opsigtsvækkende som hannens. Den orange klippehane findes i Fransk Guyana, Surinam, Guyana, Sydvenezuela, Østcolombia, og i amazoneområdet i Nordbrasilien. Dens foretrukne habitat er i skovområder med klippetærren. Fuglen lever først og fremmest af frugt. 
Homoseksualitet er meget udbredt blandt disse fugle. Hele 40 % indgår i homoseksuelle relationer.

## Ekstern henvisning
- BirdLife Species Factsheet (engelsk) Arkiveret 29. september 2007 hos  Wayback Machine